# 한국의 자수

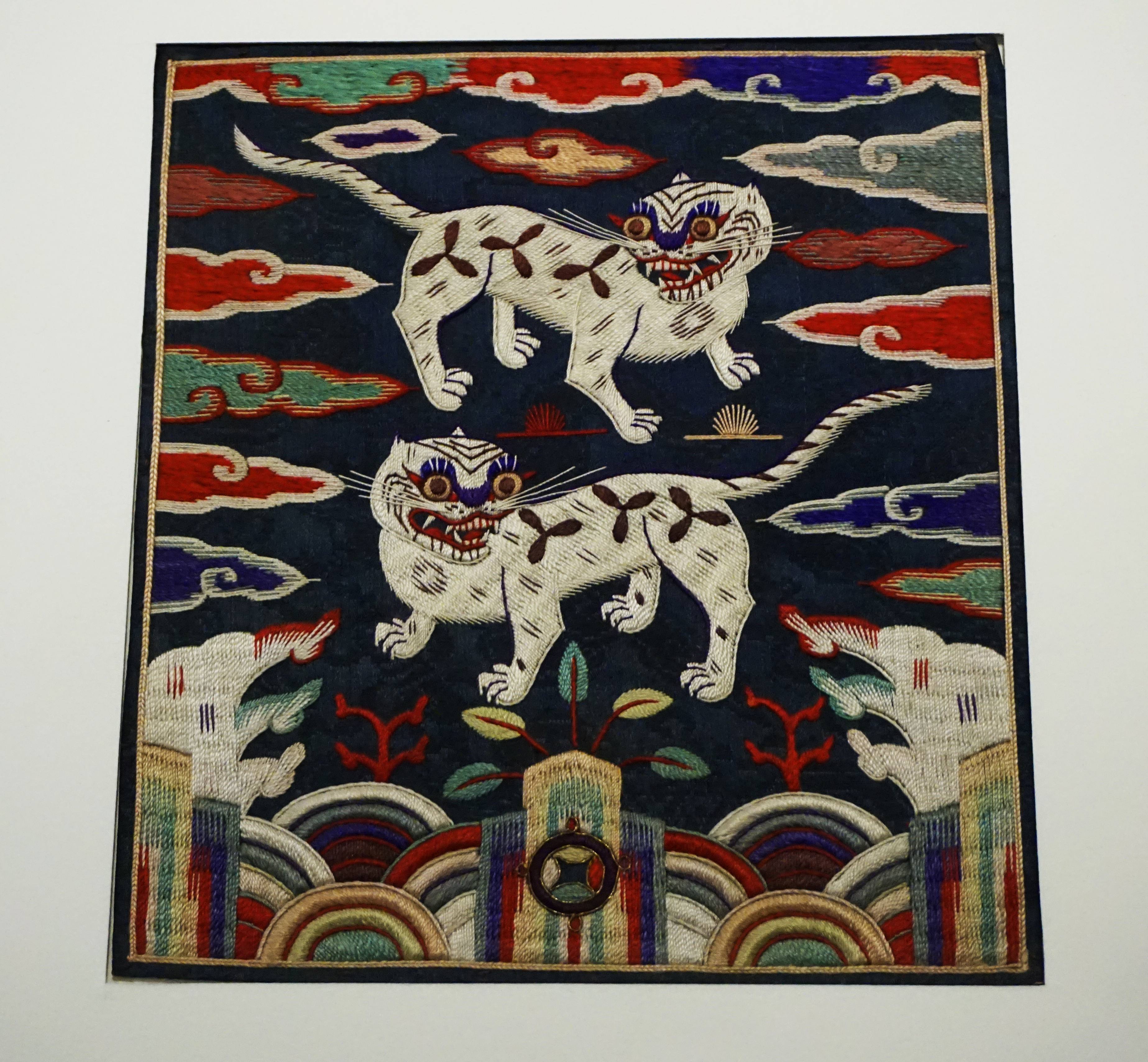

한국의 자수(韓國-刺繡)는 대표적인 동양 자수의 하나로 동양 자수의 일반적인 특징을 모두 가지고 있다.
자수는 가늘고 긴 실의 역할에 부합되는 재료와 장식물을 매달아 여러 가지 수법들을 응용하여 이루어지는 바늘땀의 흔적으로 조형과 문양 및 색채, 질감 등을 표현하고, 입체적인 수무늬의 효과를 특징으로 갖는 공예미술품을 말한다.
자수란 용어는 바늘로 일정한 자수침법을 운용해 수무늬를 완성하는 섬유미술로 그 용어는 찔러 넣는다는 뜻의 자(刺)와 여러 색을 뜻하는 수(繡)의 한자어가 합쳐 파생되었다.
자수공예는 한 올의 실로 한 땀씩 수놓아 정묘하게 이루는 수무늬의 결구, 색실 한 올마다 머금은 색깔로 서로를 생동하게 빛내주는 색채의 조화, 의미 깊은 문양의 상징이 수무늬의 미적 가치를 구현한다.주2) 김영란 , 1999년, 자수장,국립문화재연구소

## 특징
그 수법이 매우 섬세하고 치밀하여 좋은 작품을 만들기 위해서는 숙련된 솜씨가 필요하며, 인내와 정성을 쏟아야 한다. 실의 꼬임과 굵기의 변화를 이용하여 사물의 질감과 입체감·원근감 등을 최대한 살려 준다.
꽃과 새·인물·십장생·사군자 등 자연 속에 있는 아름다움을 있는 그대로 찾아서 그림으로 표현하는 경우가 대부분이었으나 근래에는 현대적인 감각을 살려 다양한 형태의 무늬를 이용하기도 한다.
용도는 복식·실내 장식품·생활 용품 등에 널리 이용되고 있으나, 세탁이 불편한 점을 고려하여 주로 세탁하지 않을 물건에 이용한다. 병풍·액자·족자 등의 실내 장식품이나 장신구·수저집·주머니·골무·보료·방석 등의 생활 용품에도 널리 이용되고 있다.

## 재료와 용구
한국 자수의 바탕감으로는 무늬없는 공단이 주로 쓰이며, 작품의 용도와 도안에 따라 면직물·마직물·합성섬유 직물 등이 쓰이기도 한다. 수틀은 수놓은 바탕감을 팽팽하게 하기 위하여 사용하는 것으로 여러 가지 크기의 둥근 수틀과 네모 수틀이 있다. 간단한 작품에는 둥근 수틀을, 큰 작품에는 네모 수틀을 쓴다. 실은 견사로 된 푼사가 주로 사용되며, 작품의 용도나 무늬·수법에 따라 꼰사·깔깔사·금사·은사·면사 등도 사용된다. 그 외에 자수대·바늘·가위·힘받이 천·압정·복사지·솔·풀·골필 등이 필요하다.

## 수놓기
한국 자수에는 흔히 평수·자련수·이음수 등이 쓰인다. 그 밖에도 실의 굵기, 실의 꼬임, 배색, 용도 등에 따라 수법의 변화를 줄 수 있다.

### 평수
한국의 자수법 중 가장 광범위하게 쓰이는 수법이다. 면을 완전히 메우기 위한 것으로, 방향은 가로·세로 또는 어슷하게 놓되 실이 평행으로 놓이도록 한다. 실과 실 사이에 빈틈이 없으면서도 겹쳐지지 않도록 놓는다. 작은 꽃잎이나 열매·글씨 등을 수놓을 때 이용된다.

### 이음수
같은 길이의 바늘땀으로 계속 이어나가는 수법으로, 표현하려는 선의 굵기에 따라 겹치는 정도를 달리한다. 잎의 줄기나 나뭇가지·윤곽선 등을 수놓을 때 이용된다.

### 가름수
중심선을 향하여 마주보도록 사선으로 수놓는다. 주로 잎을 수놓을 때 이용되는데, 한쪽 잎의 바깥쪽에서 안쪽으로 수놓은 후, 나머지 한쪽도 바깥쪽에서 안쪽으로 수놓는다.

### 자련수
큰 무늬의 면을 메울 때 쓰이는 수법이다. 바깥쪽에서 안쪽으로 긴 땀과 짧은 땀을 번갈아 수놓으며 한 곳에 두 번 이상 바늘을 꽂지 않도록 한다.

### 징금수
금사·은사·색금사·깔깔사·굵은 꼰사 등을 윤곽선에 놓고, 다른 실로 0.3 ~ 0.5 cm 간격으로 징근다. 또는 마름모꼴이 되도록 실을 건너지르고 교차된 곳을 －자나 +자로 징거서 고정시키기도 한다. 징금수는 윤곽선을 수놓을 때나, 넓은 면을 변화 있고 쉽게 수놓으려 할 때 이용된다.

### 올수
바탕감의 올에 따라 가로로 실의 굵기만큼 간격을 두고 수놓는다. 넓은 면을 가볍고 은은하게 표현하는 데에 주로 이용된다.

### 우련수
실 색깔의 농담을 자연스럽게 표현할 때 쓰이는 수법이다. 올수를 놓은 후 그 위를 한 올씩 엇겨서 눌러 준다.

### 매듭수
바늘에 실을 두세 번 감아서 밑에 나온 실 옆에 꽂는다. 꽃씨를 박거나 면을 두드러지게 표현할 때 쓰인다.

### 입십자수
바탕감의 올과 같은 방향으로 바늘땀을 가로·세로로 교차시켜 직각을 이루도록 하는 수법이다. 바늘땀의 길이를 서로 다르게 하여 수놓으면 변화 있고 보기에도 좋다. 넓은 면을 메울 때에 많이 쓰인다.

### 난십자수
십자의 바늘땀의 길이는 같으나 방향이 같지 않도록 수놓는다. 넓은 면을 성기게 메우는 데 쓰인다.

### 그물수
Y자 모양을 규칙적으로 수놓아 벌집 모양으로 표현하거나, 육각형·팔각형 등을 자유롭게 수놓는다. 넓은 면을 쉽게 메울 수 있다.

### 솔잎수
바늘땀이 솔잎 모양으로 하나의 중심에 모여지게 표현하는 수법으로, 중심의 잎을 먼저 세운 다음, 좌우로 필요한 각도만큼 벌려 수놓는다.

### 속수
수놓기 전에 면사를 써서 겉수의 결과 반대 방향이 되게평수로 놓는데, 윤곽선보다 0.1 cm 정도 안쪽에다 수놓는다. 꽃이나 잎의 입체감을 표현하기 위하여 사용되는 수법이다.

### 혼자수
혼자수(魂刺繡/Honjasoo/Soul Embroidery)는 현대식으로 개량된 자수의 일종이다. 공예 작가 이용주가 개발하여 2004년에 발명특허를 받았다. 혼자수는 2009년 7월 24일부터 8월 23일까지 성남아트센터에서 열린 전시회를 통해 소개되었다.
이용주가 개발한 혼자수 기법의 특징은 다음과 같다.
- 극사실적이고 3차원적인 표현이다.
- 묘사 대상의 재질을 그대로 활용하여 실감 나는 묘사를 한다.[4]

가수 셀린디온은 자신을 혼자수로 표현한 작품을 보고 눈물을 흘렸다. 스티븐맥커리도 자신의 작품사진이 자수로 재탄생한 것을 보고 깜짝 놀라며 극찬을 아끼지 않았다. 힙합그룹 블랙아이드피스는 혼자수 작품 속 포즈 그대로 사진을 찍었다.

## 자수장
대한민국에서 바늘로 직물 위에 오색실 무늬를 수 놓는 자수 기술이 뛰어난 사람을 말한다.
우리나라 초대 국가무형문화재 제80호 자수장은
수림 한상수 기능보유자이다. 1984년 첫 지정되었으며 50여회의 개인전과 8회의 해외전을 하며 한국자수를 널리 알리는데 평생을 헌신하였다. 그의 작품은 문화재청 국립무형유산원, 한상수자수박물관에 소장되었다.

## 같이 보기
- 한국의 미술